# Gloeomucro
Gloeomucro — рід грибів родини Hydnaceae. Назва вперше опублікована 1980 року.